# Шовкун, Анатолий Григорьевич
Анатолий Григорьевич Шовкун (11 марта 1914 года, станица Славянская, Краснодарский край ― 5 ноября 1988 года) ― советский педиатр, инфекционист, доктор медицинских наук, профессор, заведующий кафедрой детских инфекционных болезней Ростовского медицинского института.

## Биография
Анатолий Григорьевич родился 11 марта 1914 года в станице Славянской Краснодарского края в семье рабочего. Учился в Индустриальном техникуме Ростова-на-Дону (1931―1935). В 1941 году окончил педиатрический факультет Ростовского медицинского института в составе «огненного выпуска». После окончания медицинского института Анатолий Григорьевич работал в селе Самарском Ростовской области главным врачом районной больницы, которая была оборудована под военный госпиталь. А. Г. Шовкун был единственным врачом в этой больнице на оккупированной территории фашистами. Рискуя своей жизнью Анатолий Григорьевич проводил операции, делал перевязки и лечил раненых. Для спасения раненых бойцов Красной Армии, на дверях больницы А. Шовкун вывесил табличку на латыни ― «Сыпной тиф»! Фашисты боялись этой болезни.
В 1946 году A. Г. Шовкун поступил на работу в Ростовский медицинский институт, прошёл путь от лаборанта до профессора, заведующего кафедрой.
С 1951 по 1960 годы работал ассистентом кафедры детских болезней.
Анатолий Григорьевич был учеником выдающегося педиатра, учёного, профессора, основателя Ростовской педиатрической школы ― Иосифа Яковлевича Серебрийского.
В 1954 году защитил кандидатскую диссертацию «Определение фагоцитарных свойств крови как метод ранней диагностики коклюша».
В 1965 году — докторскую диссертацию «Некоторые показатели иммунитета при специфической профилактике коклюша у детей».
С 1960 по 1984 год А. Г. Шовкун возглавлял кафедру детских инфекционных болезней.
Анатолий Григорьевич Шовкун оказал большую организационную и методическую помощь практическому здравоохранению. Им была создана детская инфекционная служба в Ростове-на-Дону. Подготовил более 50 детских инфекционистов. A. Г. Шовкун многие годы возглавлял областной центр по борьбе с детскими инфекциями.
Анатолий Григорьевич — автор более 100 научных работ, двух изобретений. Под его руководством выполнены докторская диссертация, 19 кандидатских диссертаций.

## Награды и звания
- Орден Трудового Красного Знамени

- Отличник здравоохранения (СССР)

- Доктор медицинских наук

- Профессор